# 390
390（三百九十、さんびゃくきゅうじゅう）は自然数、また整数において、389の次で391の前の数である。

## 性質
- 390は合成数であり、約数は 1, 2, 3, 5, 6, 10, 13, 15, 26, 30, 39, 65, 78, 130, 195, 390 である。
  - 約数の和は1008。
    - 93番目の過剰数である。1つ前は384、次は392。

  - 16個の約数をもつ12番目の数である。1つ前は384、次は408。
- 約数の和が390になる数は2個ある。(261, 389) 約数の和2個で表せる29番目の数である。1つ前は378、次は392。
- 各位の和が12になる34番目の数である。1つ前は381、次は408。
- 390 = 2 × 3 × 5 × 13
  - 4つの異なる素因数の積で p × q × r × s の形で表せる3番目の数である。1つ前は330、次は462。(オンライン整数列大辞典の数列 A046386)
- 390 = 12 + 102 + 172 = 22 + 52 + 192 = 52 + 132 + 142 = 102 + 112 + 132
  - 3つの平方数の和4通りで表せる33番目の数である。1つ前は387、次は393。(オンライン整数列大辞典の数列 A025324)
  - 異なる3つの平方数の和4通りで表せる21番目の数である。1つ前は386、次は395。(オンライン整数列大辞典の数列 A025342)
- 異なる4つの平方数の和16通りで表せる最小の数である。次は498。
  - 異なる4つの平方数の和 n 通りで表せる最小の数である。1つ前の15通りは430、次の17通りは414。(オンライン整数列大辞典の数列 A025417)
- 4つの平方数の和22通りで表せる最小の数である。次は474。
  - 4つの平方数の和 n 通りで表せる最小の数である。1つ前の21通りは418、次の23通りは462。(オンライン整数列大辞典の数列 A025416)
- 390 = 5 + 5 + 5 + 53 + 53 + 53
  - n = 5 のときの 3n3 + 3n の値とみたとき1つ前は204、次は666。(オンライン整数列大辞典の数列 A119536)
- n = 390 のとき n と n − 1 を並べた数を作ると素数になる。n と n − 1 を並べた数が素数になる47番目の数である。1つ前は384、次は394。(オンライン整数列大辞典の数列 A054211)
- n = 390 のとき n と n + 1 を並べた数を作ると素数になる。n と n + 1 を並べた数が素数になる46番目の数である。1つ前は378、次は402。(オンライン整数列大辞典の数列 A030457)
  - n = 390 のとき n と n − 1 および n と n + 1 を並べた数が素数になる12番目の数である。1つ前は342、次は420。(オンライン整数列大辞典の数列 A068700)
例．390389 と 390391 は素数。またこの2つの素数は双子素数である。

## その他 390 に関連すること
- 西暦390年